# Eclipse lunar de diciembre de 2011
| Eclipse total de luna 10 de diciembre de 2011                                                                   | Eclipse total de luna 10 de diciembre de 2011 |
| --- | --------------------------------------------- |
| Previo | Eclipse \| Eclipse total \| Saros             |
| Posterior | Eclipse \| Eclipse total \| Saros             |
| Eclipse lunar visto en Singapur, 14:41 UTC.                                                                     |                                               |
| La Luna pasando de derecha a izquierda a través de la sombra de la Tierra.                                      |                                               |
| Saros | 135 (23 de 71)                                |
| Duración (h:min:s)                                                                                              |                                               |
| Total | 00:51:08                                      |
| Parcial | 3:32:15                                       |
| Penumbra | 5:56:21                                       |
| Contactos |                                               |
| P1 | 11:33:36 UTC                                  |
| U1 | 12:45:43 UTC                                  |
| U2 | 14:06:16 UTC                                  |
| Mayor | 14:31:49 UTC                                  |
| U3 | 14:57:24 UTC                                  |
| U4 | 16:17:58 UTC                                  |
| P4 | 17:29:57 UTC                                  |
| Representación del movimiento a través de la sombra de la Tierra en la constelación de Tauro, durante una hora. |                                               |

Un eclipse lunar total tuvo lugar el 10 de diciembre de 2011. Fue el segundo de los dos eclipses lunares en 2011, el primero habiendo tomado lugar el 15 de junio.

## Visibilidad
Fue visible desde toda Asia y Australia, en el este de Europa, y al noroeste de América del Norte. En Filipinas, el eclipse de Luna fue visible justo después del atardecer.
| Esta simulación muestra a la Tierra vista desde la Luna al momento máximo del eclipse. |

### Mapa
El siguiente mapa muestra las regiones desde las cuales fue visible el eclipse. En gris, las zonas que no vieron el eclipse; en blanco, las que si lo vieron; y en celeste, las regiones que observaron el eclipse durante la salida o puesta de la luna.

## Eclipses relacionados

### Año lunar (354 días)
Este fue el uno de los cuatro eclipses lunares en una serie de corta duración. El año lunar repite la serie después de 12 lunaciones o 354 días (cambiando de nuevo unos 10 días en años secuenciales). Por el cambio de fecha, la sombra de la Tierra fue de unos 11 grados al oeste en eventos secuenciales.

## Galería de fotos
Asia

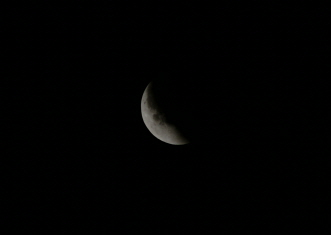
Seúl, República de Corea
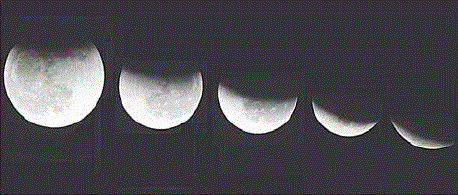
Rawalpindi, Pakistán
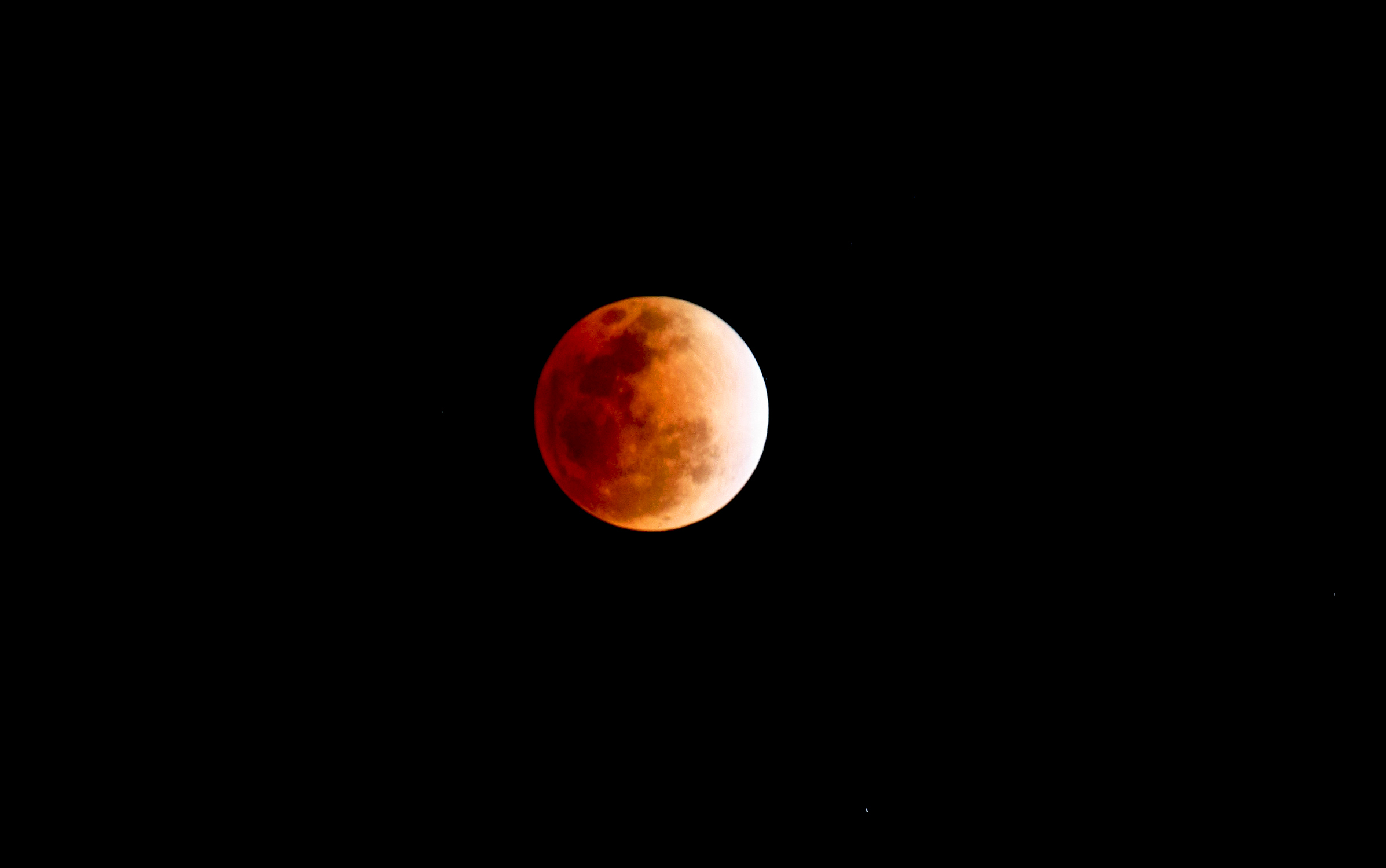
From Batticaloa, Sri Lanka
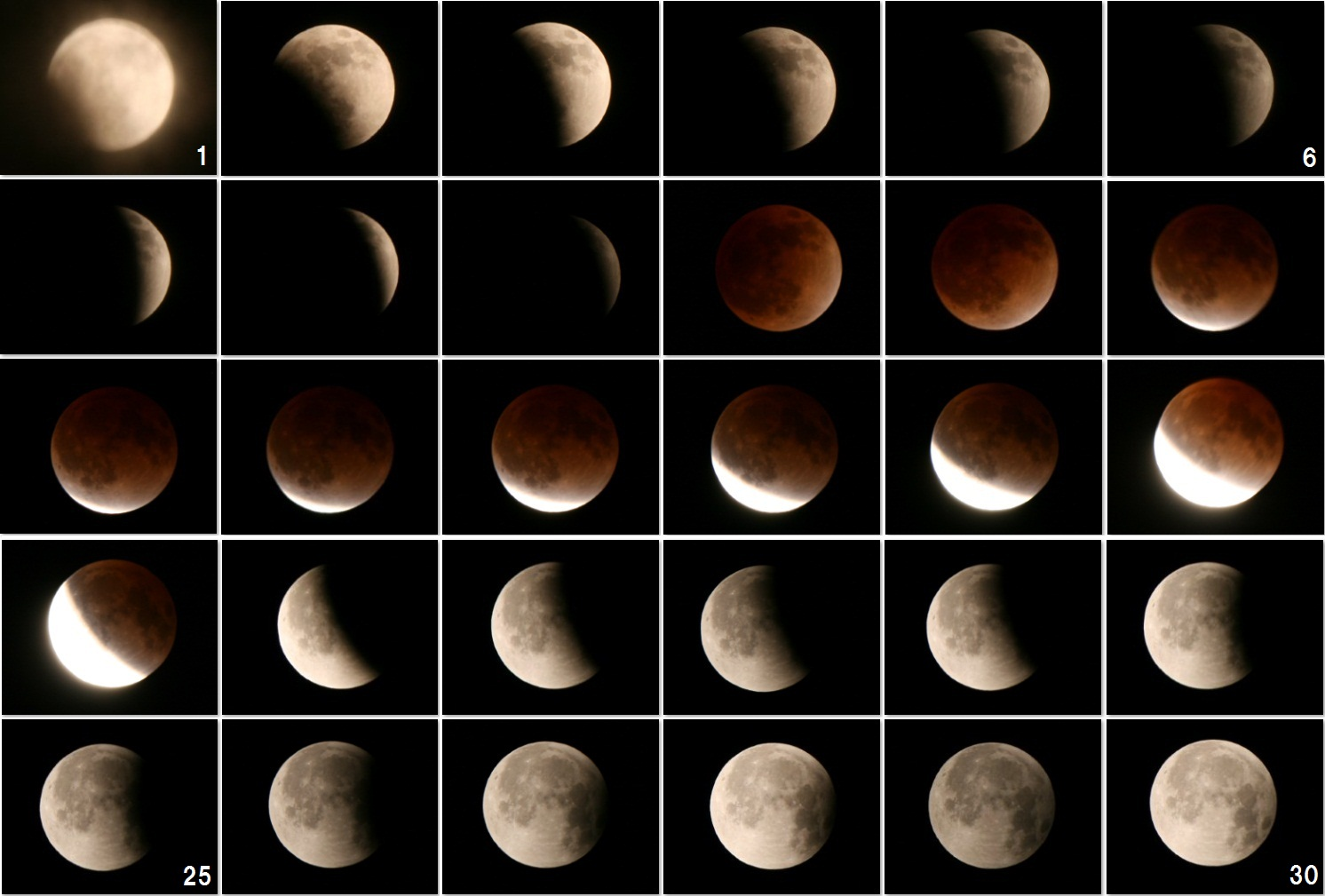
Japón
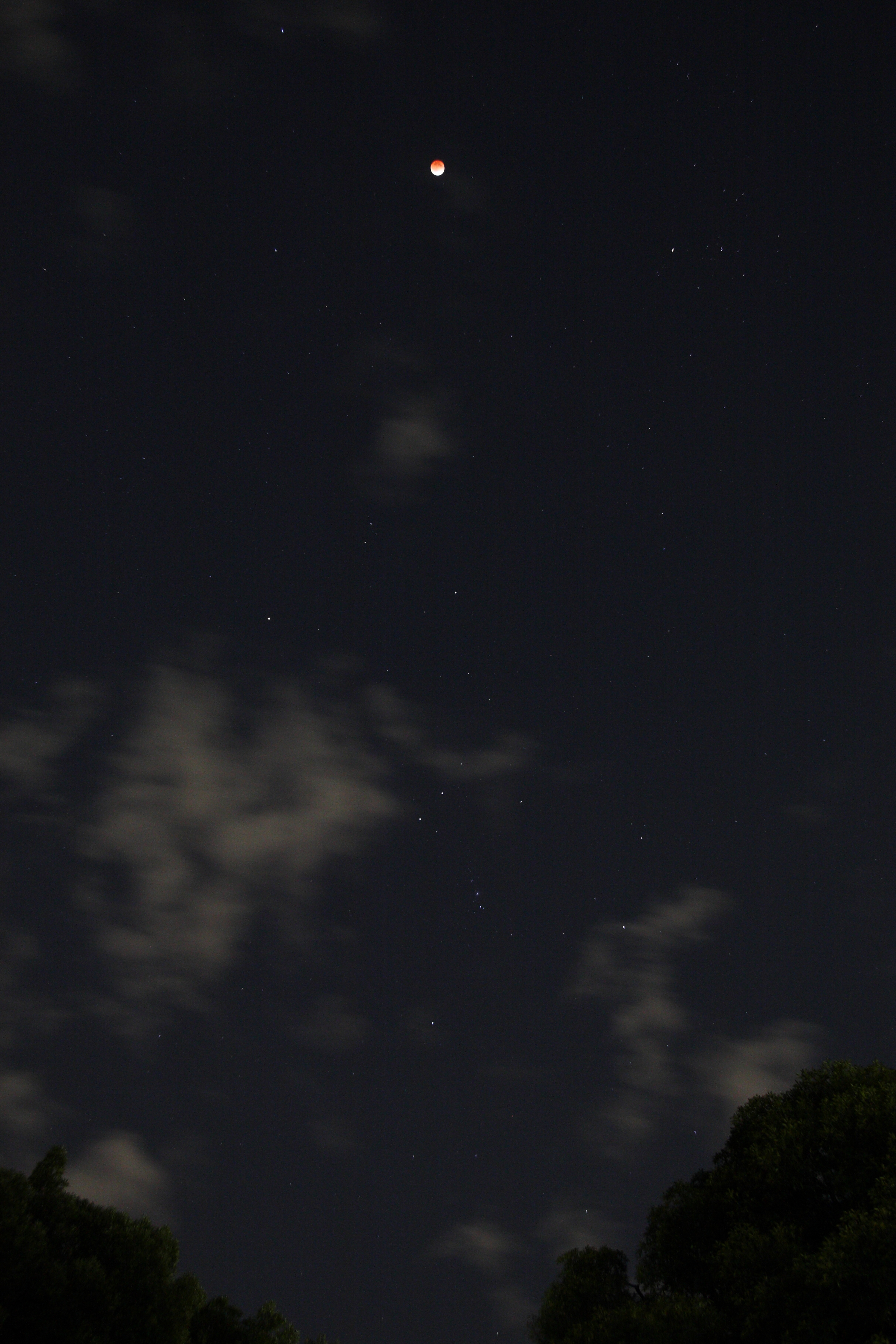
Japón
- Tokio, Japón
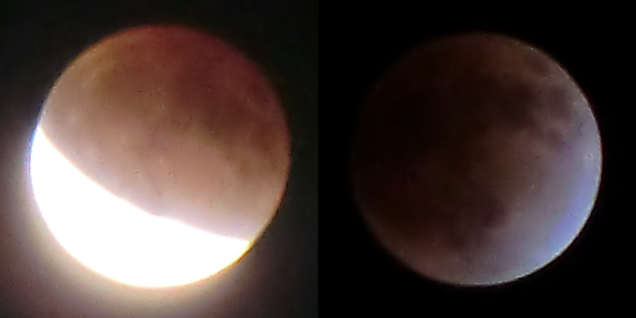
Pekín, China
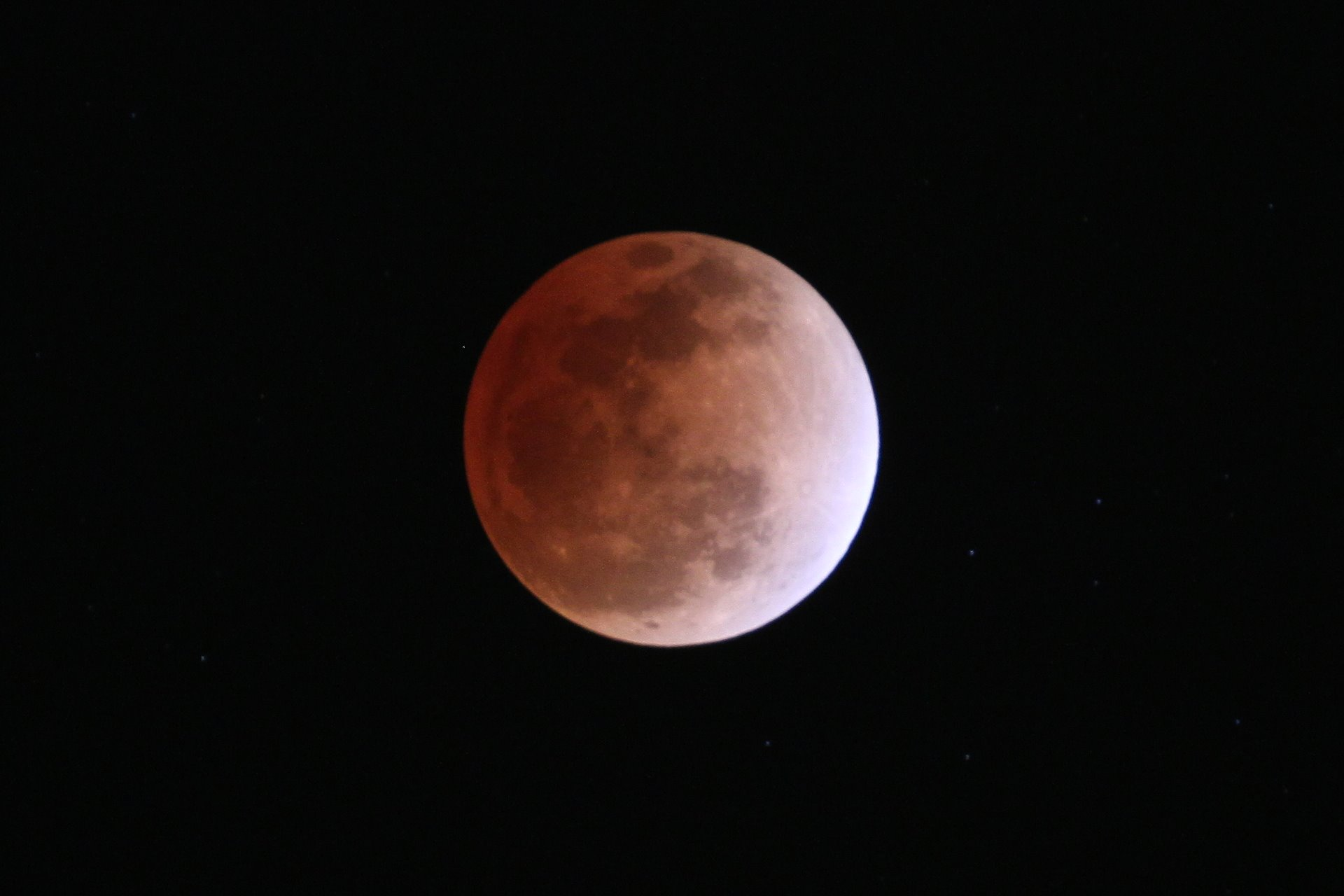
Hong Kong
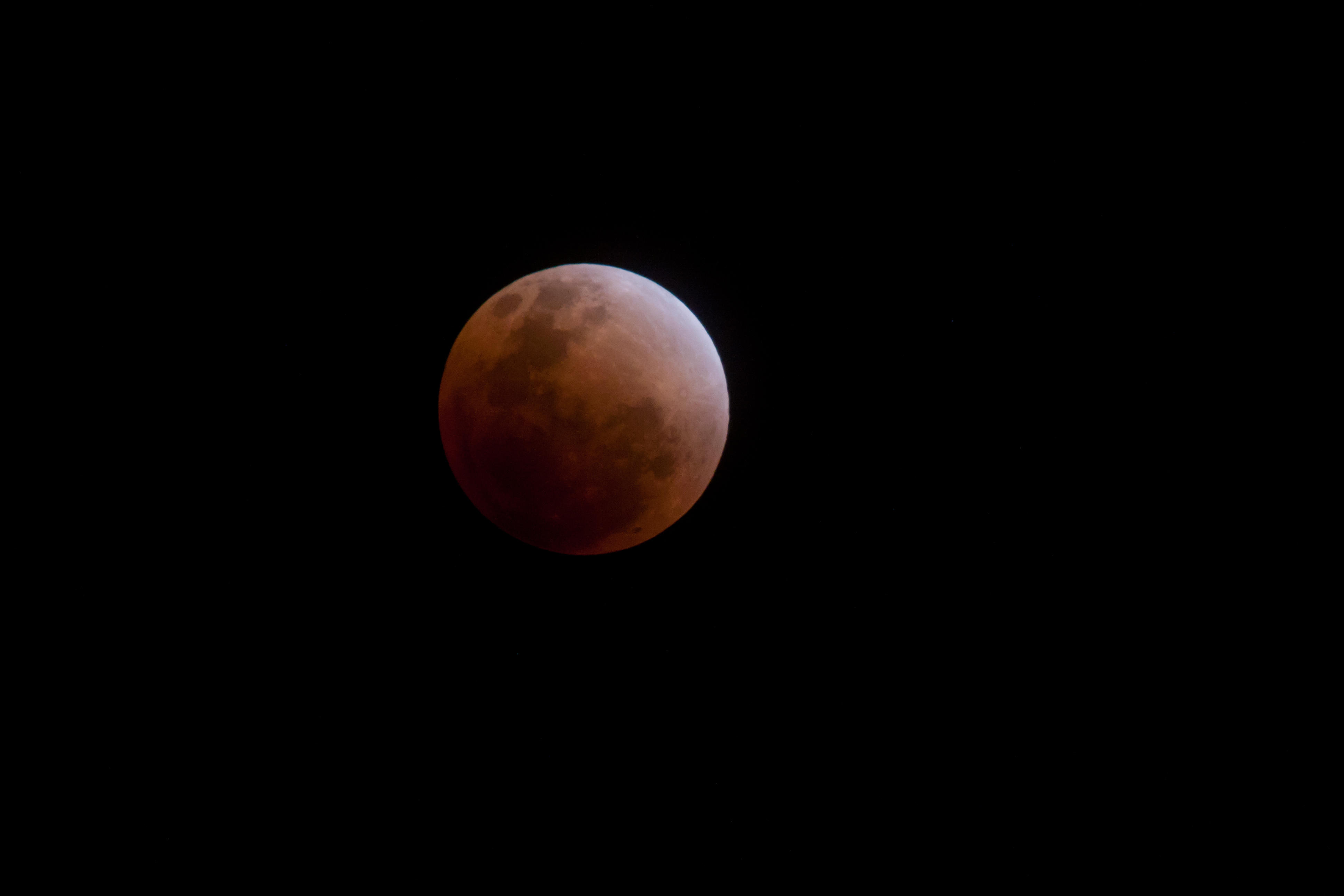
Singapur
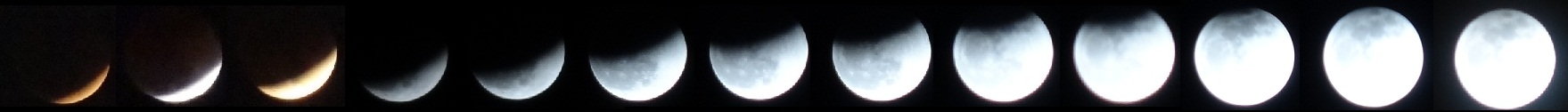
Nueva Delhi, India
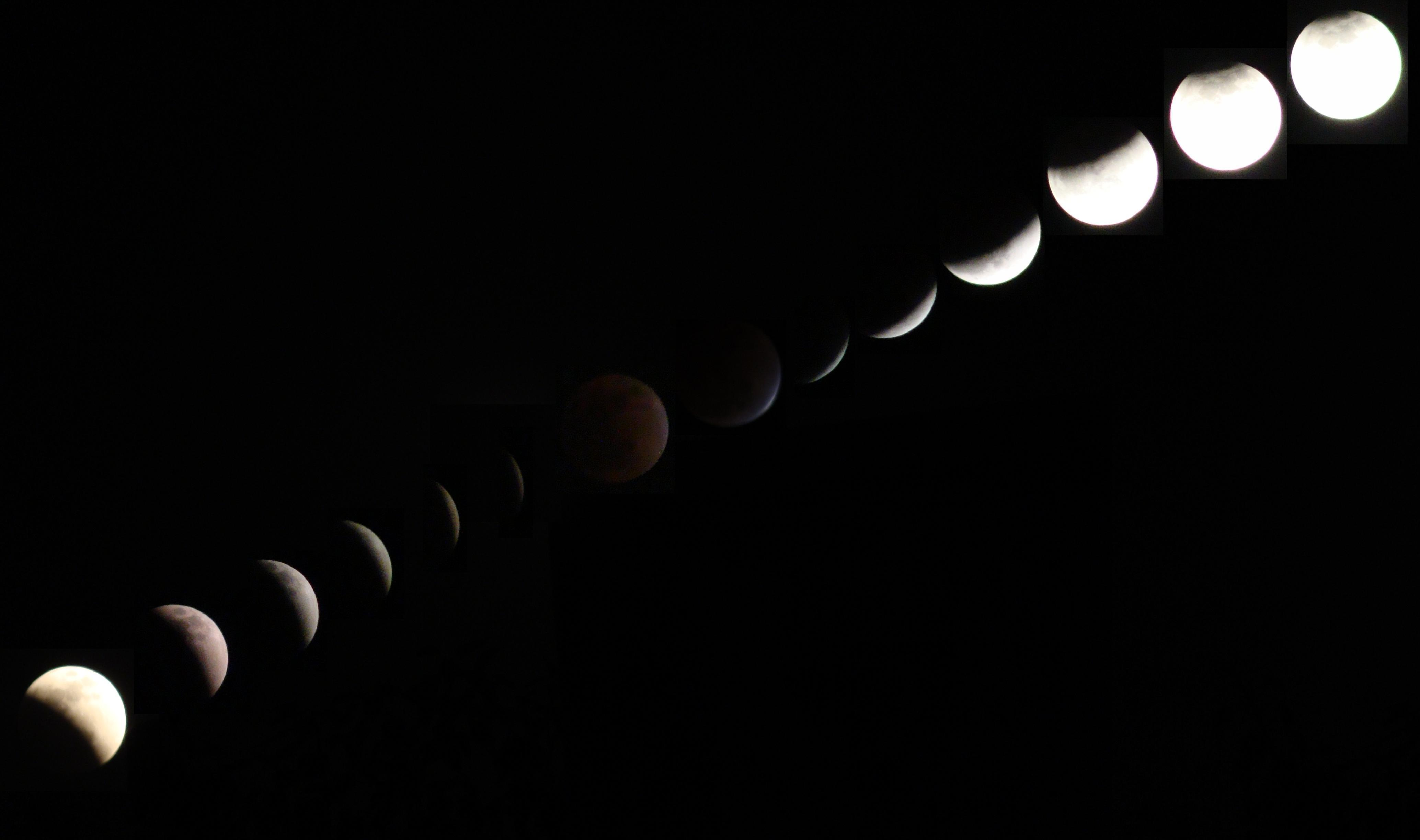
Mumbai, India

Australia y Oceanía

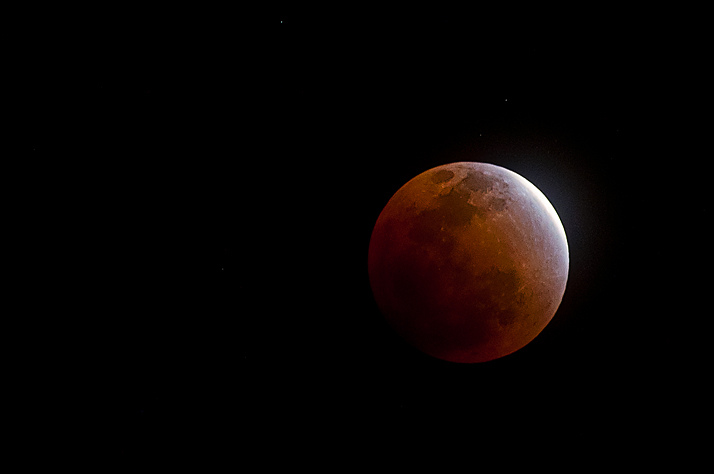
Laguna, Filipinas

Europa and Oriente medio

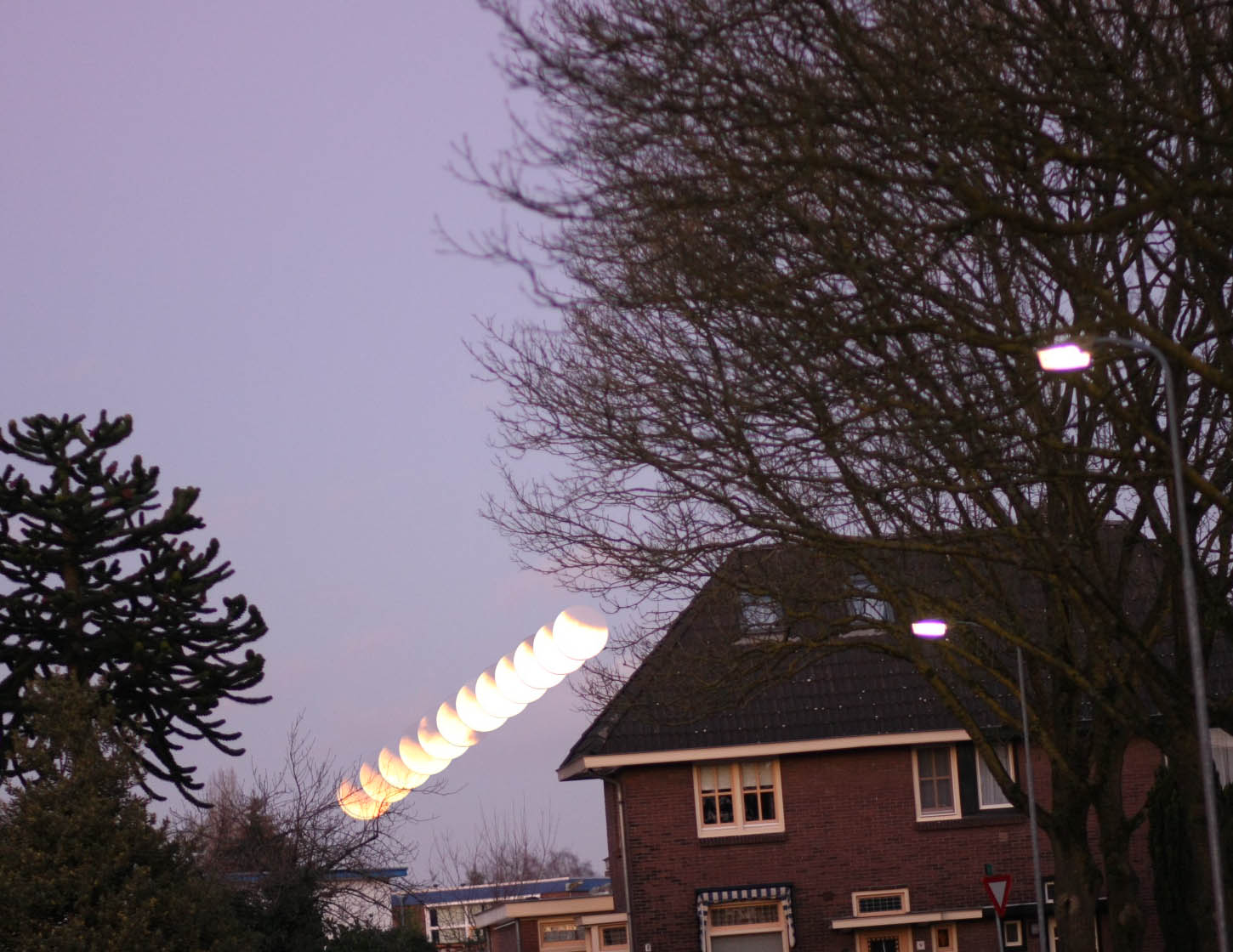
Holanda
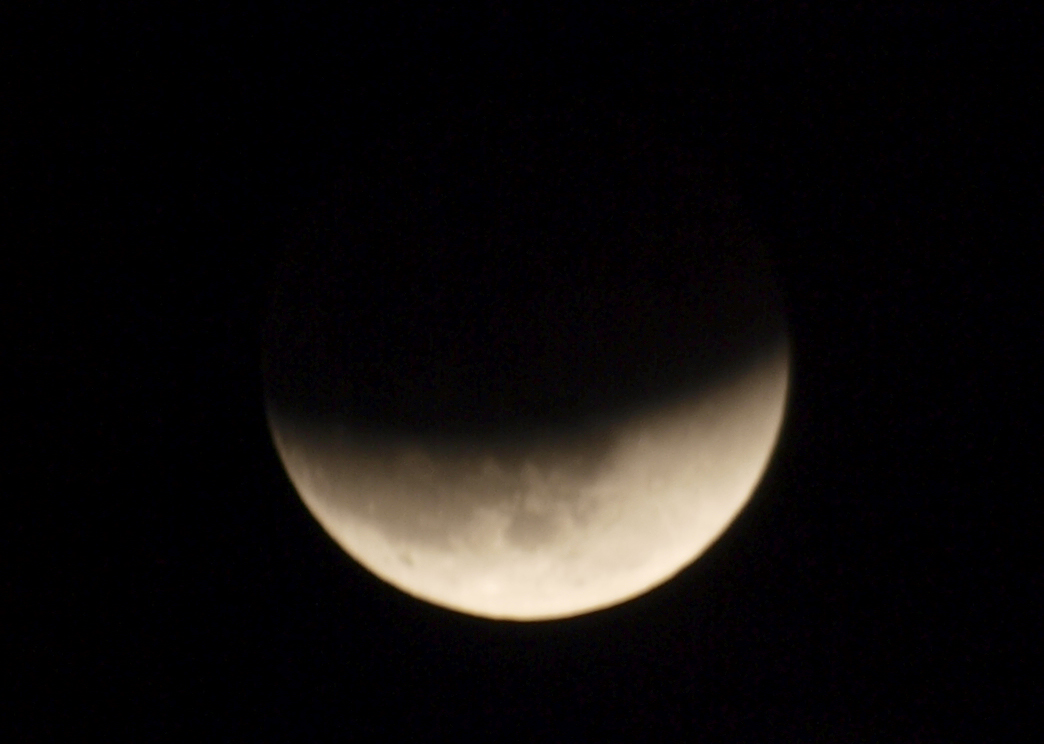
Modi'in, Israel.

América del Norte

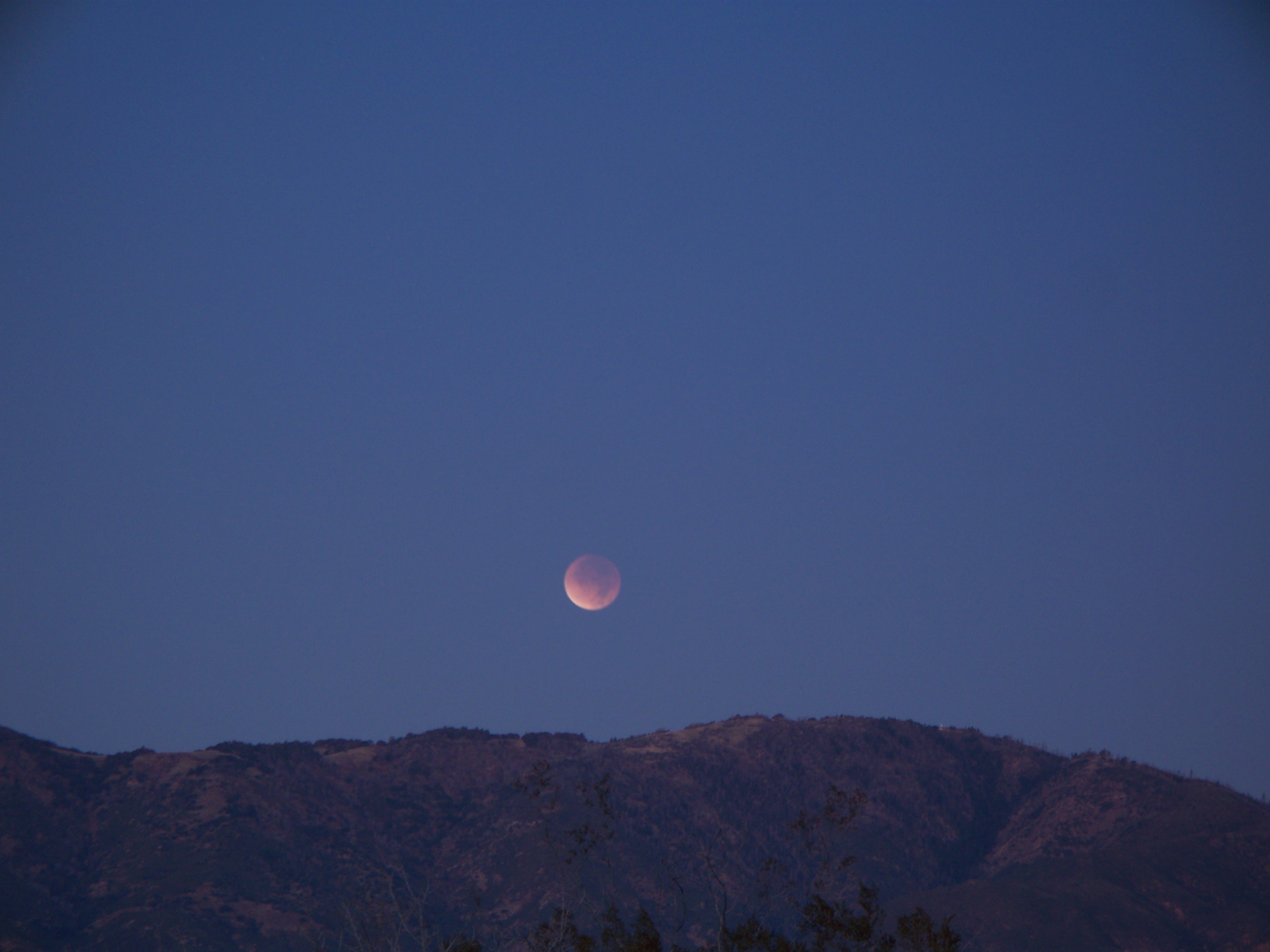
Sur de California
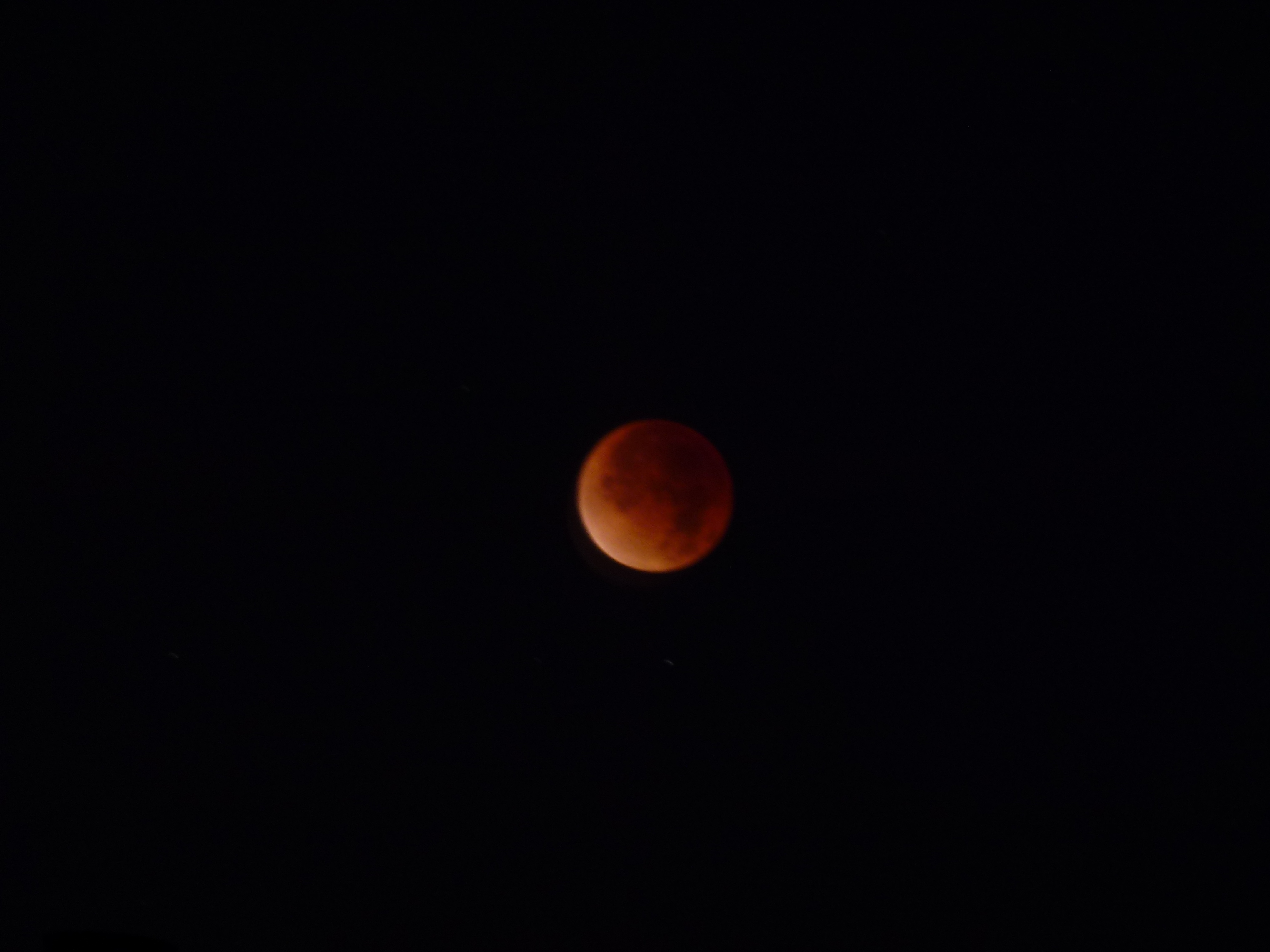
Oregón, 14:34 UTC
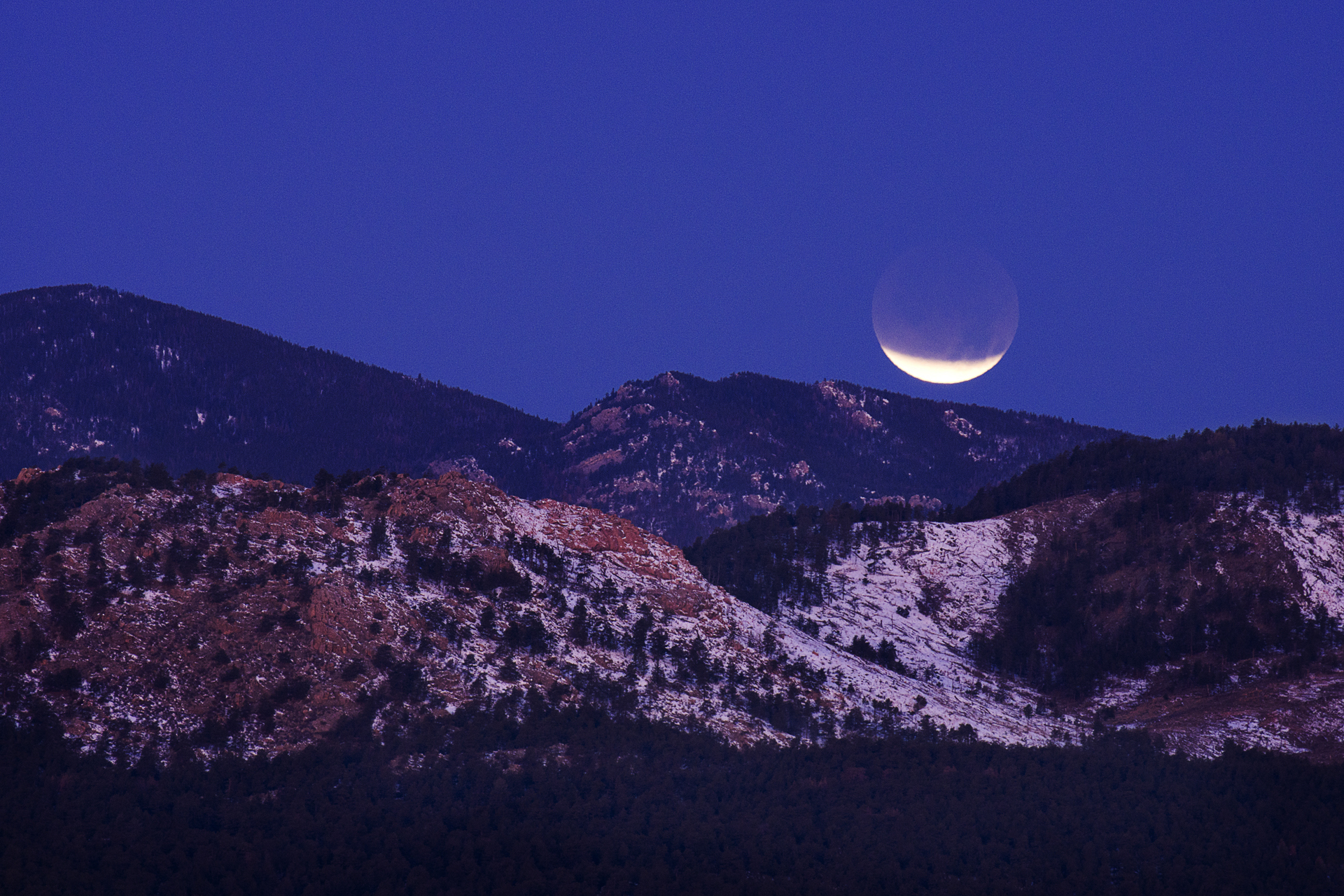
Colorado, 13:49 UTC
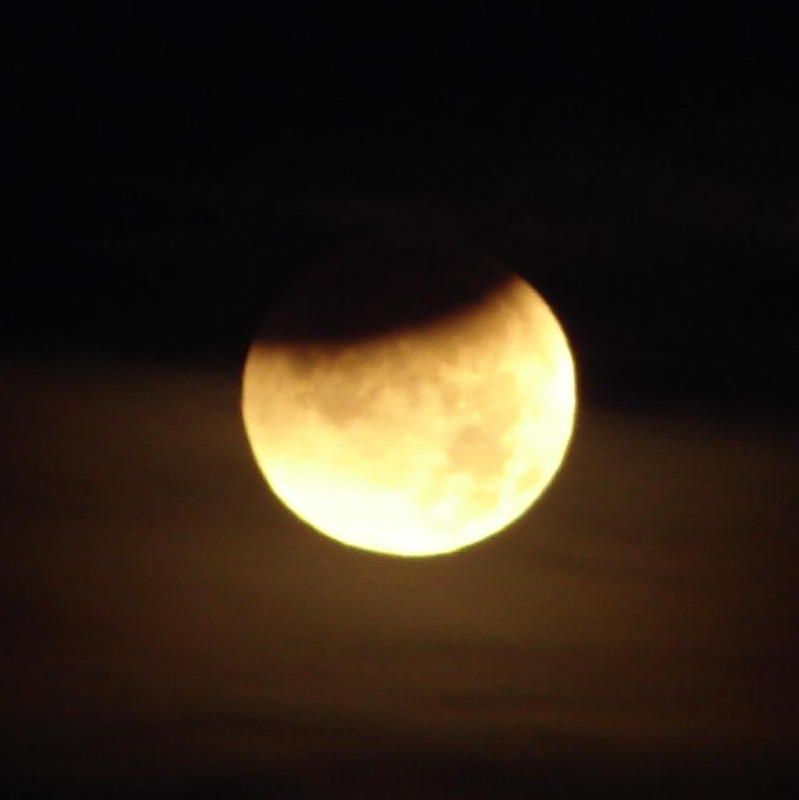
Minnesota, 13:05:13 UTC